# Station Słupno
Station Słupno is een spoorwegstation in de Poolse plaats Słupno.